# San Baltazar Yatzachi el Bajo
San Baltazar Yatzachi el Bajo là một đô thị thuộc bang Oaxaca, México. Năm 2005, dân số của đô thị này là 690 người.